# Aimé Laussedat

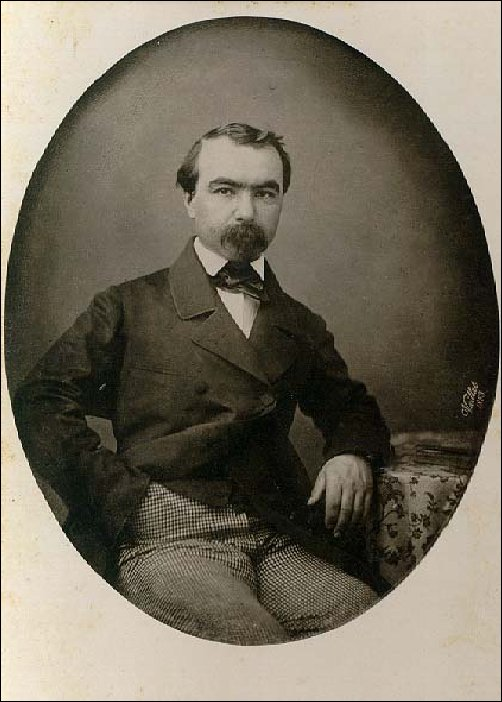
Aimé Laussedat

Aimé Laussedat (1819–1907) – francuski geodeta i fotogrametra. Uważany jest on za twórcę fotogrametrii. Konstruował przyrządy fotogrametryczne i geodezyjne. Między innymi skonstruował on kamerę fotogrametryczną, za pomocą której wykonał pierwsze zdjęcia fotogrametryczne. Był profesorem Conservatoire des Arts et Métiers w Paryżu i członkiem Francuskiej Akademii Nauk.